# Krvavá pani
Krvavá pani (en eslovac La dama sagnant) és una pel·lícula d'animació eslovaca rodada per Viktor Kubal el 1980. Després de la pel·lícula Zbojník Jurko (1976), és el segon llargmetratge d'animació del director (el tercer és la pel·lícula Marcipánová rozprávka). Viktor Kubal és l'autor del tema, guió i direcció. El dramaturg era Rudolf Urc. La pel·lícula va ser creada a l'estudi de curtmetratges de Bratislava i es va estrenar 12 de febrer de 1981.

## Argument
La pel·lícula comença amb les primeres paraules de l'actriu eslovaca Jela Lukešová. La pel·lícula de ficció es basa en la llegenda de la Chachtická pani, que suposadament es va banyar amb la sang de nenes verges per preservar la joventut i la bellesa eterna.
La història té lloc al Castell de Čachtice, on viu la bella Elisabet Bathory. A tothom li agrada molt, fins i tot els animals sempre estan contents de veure-la. La dama Čachtka és agradable i acollidora amb tothom i és una monarca devota al seu poble.
Un dia va a passejar pel bosc proper. Aquí coneix molts animals que li han preparat diversos espectacles. Elizabeth és feliç, cantant per a ella mateixa i collint flors. Però aviat comença a ploure. No sap on amagar-se, però a prop troba una casa de fusta, on un jove la protegeix. Elizabeth es treu la roba mullada i se'n va al llit esgotada. Com que cau malalta, s'ha de quedar una estona aquí, on el jove la cuida, fins que es recuperi.
Mentre la tracten en algun lloc d'una casa desconeguda al fons del bosc, es declara el dol al castell. Els habitants del castell i els criats estan descontents i pensen que Elisabet ha mort en algun lloc del bosc. Quan la dama Čachtka es recupera, vol tornar al castell. El jove que la va cuidar s'enamora d'ella i ella li retorna el seu amor regalant-li el seu cor. Però des del moment que perd el cor, es torna freda i despietada. De camí a casa, comença a fer mal als animals i a destruir tot el que viu al voltant. Després de tornar al castell, tothom la acull amb entusiasme, però només fins que comencen a adonar-se de la seva malícia i fredor emocional.
Un dia, Elizabeth truca una criada a la seva habitació per pentinar-se. Accidentalment s'estira els cabells amb més força, per la qual cosa Elisabet la castiga físicament. La sang de la noia unta la seva mà. En aquest moment fatídic, sent els efectes rejovenidors de la sang i, a partir d'aquest moment, deixa que el seu assistent assassini joves verges, en la sang de les quals es banya per preservar la joventut i la bellesa eterna. Cada cop desapareixen més dones joves al poble. Quan encara no n'hi ha prou, Elisabet fa construir una habitació subterrània secreta, a la qual atrau homes i, posteriorment, també els assassina. Tanmateix, un d'ells aconsegueix fugir. Explica les seves terribles experiències als vilatans, que cada cop tenen més por. Les notícies sobre les accions i el comportament fred d'Elisabet arribaran al jove que la va salvar una vegada al bosc. Decideix visitar-la i tornar-li el cor donat. Tanmateix, l'Elizabeth el colpeja i llença el cor a terra, on el gos l'agafa. El jove mata el gos i fuig amb el cor.
Elisabet és finalment condemnada a mort per les seves terribles accions i emmurallada en una torre. Tanmateix, el seu amant finalment torna, irromp a la seva presó i torna el seu cor de nou. Encara que la mort apressa Elisabet, un somriure apareix a la seva cara. La pel·lícula acaba amb un pla de dues flors que simbolitzen l'amor dels personatges principals.

## Premis
El 1981, Viktor Kubal va guanyar el premi Jiří Trnka per la pel·lícula Bloody Lady al concurs de pel·lícules d'animació del 21è Festival de Cinema Infantil de Gottwaldov (actual Zlín).